# 李青峰
李青峰 (1964年10月—)，江西南昌人，上海交通大学医学院附属第九人民医院副院长、教授，主要从事医学方面的研究工作。入选中华人民共和国教育部2009年度"长江学者"特聘教授。曾就读于赣南医学院临床医学专业。